# جیاکومو راسپادوری
جاکومو راسپادوری (انگلیسی: Giacomo Raspadori؛ زادهٔ ۱۸ فوریهٔ ۲۰۰۰) بازیکن فوتبال اهل ایتالیا است که برای باشگاه اتلتیکو مادرید بازی می‌کند.
وی همچنین در تیم‌های ملی فوتبال زیر ۱۷ سال ایتالیا، زیر ۱۹ سال ایتالیا، زیر ۲۰ سال ایتالیا، زیر ۲۱ سال ایتالیا و ایتالیا بازی کرده‌است.

## گل‌های ملی
| تعداد | تاریخ           | میزبان                       | بازی | رقیب     | زده | پایانی | رقابت                    | منبع  |
| ----- | --------------- | ---------------------------- | ---- | -------- | --- | ------ | ------------------------ | ----- |
| ۱     | ۸ سپتامبر ۲۰۲۱  | ورزشگاه ماپی, رجو نل امیلیا  | ۵    | لیتوانی  | ۰-۳ | ۰-۵    | مقدماتی جام جهانی ۲۰۲۲   | [ ۱ ] |
| ۲     | ۲۹ مارس ۲۰۲۲    | ورزشگاه شهرداری قونیه, قونیه | ۹    | ترکیه    | ۱-۲ | ۲-۳    | دوستانه                  | [ ۲ ] |
| ۳     | ۲۹ مارس ۲۰۲۲    | ورزشگاه شهرداری قونیه, قونیه | ۹    | ترکیه    | ۱-۳ | ۲-۳    | دوستانه                  | [ ۲ ] |
| ۴     | ۲۳ سپتامبر ۲۰۲۲ | ورزشگاه سن سیرو, میلان       | ۱۴   | انگلستان | ۰-۱ | ۰-۱    | لیگ ملت‌های اروپا ۲۳-۲۰۲۲ | [ ۳ ] |